# Радослав Вишеславић
Радослав Вишеславић (грч. Ῥοδόσθλαβος) је био један од првих по имену познатих српских владара. Владао је у раносредњовековној Кнежевини Србији, вероватно на почетку 9. века. О њему је остала само кратка белешка византијског цара и писца Константина VII Порфирогенита. Према овом извору, кнез (архонт) Радослав је био син и наследник кнеза Вишеслава, односно отац и претходник кнеза Просигоја.
Радослав Вишеславић или његов син био је владар Србије за време устанка Људевита Посавског (819–822) против Франака. Према Аналима франачког краљевства, Људевит је 822. године напустио своје седиште у Сиску и пребегао Србима, који су га прихватили, а историчари претпостављају да се српска област у којој је Људевит пронашао уточиште налазила у западним српским крајевима (Босна и околни крајеви).
Већина истраживача српске прошлости сматра да се иза грчке титуле архонта коју Константин Порфирогенит приписује првим српским владарима крије словенска титула кнеза. По томе се сматра да је исту титулу носио и Радослав. Приближно време његове владавине може се проценити само према смени поколења, пошто тек за његовог унука, Просигојевог сина Властимира имамо поузданији наговештај да је владао око 851. године, а на основу тога је могуће претпоставити да је његов деда Радослав владао на почетку 9. века. 
У то време пада и податак франачког хроничара Ајнхарда, који је у својим Аналима Франачког краљевства (Annales Regni Francorum) забележио, под 822. годином, да су Срби народ који држи велики део Далмације (ad Sorabos, quae natio magnam Dalmatiae partem obtinere dicitur). Претпоставља се да су се у то време српске области простирале према западу све до реке Уне. Такође је познато да је Неретљанска област била у вазалном односу према Кнежевини Србији, највероватније од 823. године.
У то време, нешто северније од Срба, са друге стране Дунава, живели су словенски Бодрићи, који су 822. и 824. године упућивали посланства на франачки двор, жалећи се на бугарску експанзију према средњем Подунављу.

## Извори и литература
Извори
- Moravcsik, Gyula, ур. (1967) [1949]. Constantine Porphyrogenitus: De Administrando Imperio (2. изд.). Washington: Dumbarton Oaks Center for Byzantine Studies.
- Pertz, Georg Heinrich, ур. (1845). Einhardi Annales. Hanover.
- Scholz, Bernhard Walter, ур. (1970). Carolingian Chronicles: Royal Frankish Annals and Nithard's Histories. University of Michigan Press.
- Ферјанчић, Божидар (1959). „Константин VII Порфирогенит”. Византиски извори за историју народа Југославије. 2. Београд: Византолошки институт. стр. 1—98.

Литература
- Благојевић, Милош; Медаковић, Дејан (2000). Историја српске државности. 1. Нови Сад: Огранак САНУ.
- Бубало, Ђорђе (2008). „Властимировићи”. Енциклопедија српског народа. Београд: Завод за уџбенике. стр. 187—189.
- Веселиновић, Андрија; Љушић, Радош (2008). Српске династије (2. изд.). Београд: Службени гласник.
- Живковић, Тибор (2002). Јужни Словени под византијском влашћу (600—1025). Београд: Историјски институт; Службени гласник.
- Живковић, Тибор (2006). Портрети српских владара (IX-XII век). Београд: Завод за уџбенике и наставна средства.
- Živković, Tibor (2011). „The Origin of the Royal Frankish Annalist's Information about the Serbs in Dalmatia”. Homage to Academician Sima Ćirković. Belgrade: The Institute for History. стр. 381—398.
- Живковић, Тибор (2012). „О такозваној "Хроници српских владара" из списа De administrando Imperio цара Константина VII Порфирогенита” (PDF). Византијски свет на Балкану. 2. Београд: Византолошки институт. стр. 313—332. Архивирано из оригинала (PDF) 09. 12. 2017. г. Приступљено 06. 10. 2024.
- Јанковић, Ђорђе (2007). Српско Поморје од 7. до 10. столећа (PDF). Београд: Српско археолошко друштво.
- Komatina, Predrag (2010). „The Slavs of the mid-Danube basin and the Bulgarian expansion in the first half of the 9th century”. Зборник радова Византолошког института. 47: 55—82.
- Коматина, Предраг (2021). Константин Порфирогенит и рана историја Јужних Словена (PDF). Београд: Византолошки институт. Архивирано из оригинала 23. 06. 2024. г. Приступљено 21. 07. 2025.
- Острогорски, Георгије (1949). „Порфирогенитова хроника српских владара и њени хронолошки подаци”. Историски часопис. 1 (1948): 24—29.
- Острогорски, Георгије (1969). Историја Византије. Београд: Просвета.
- Острогорски, Георгије (1970). Византија и Словени. Београд: Просвета.
- Ћирковић, Сима (1981). „Образовање српске државе”. Историја српског народа. 1. Београд: Српска књижевна задруга. стр. 141—155.
- Ћирковић, Сима (1981). „Србија између Византијског царства и Бугарске”. Историја српског народа. 1. Београд: Српска књижевна задруга. стр. 156—169.
- Ћирковић, Сима (1995). Срби у средњем веку. Београд: Идеа.
- Ћирковић, Сима (2004). Срби међу европским народима. Београд: Equilibrium.
- Fine, John Van Antwerp Jr. (1991) [1983]. The Early Medieval Balkans: A Critical Survey from the Sixth to the Late Twelfth Century. Ann Arbor, Michigan: University of Michigan Press.

### Викизворник
- Константин Порфирогенит, „De administrando Imperio“ („О управљању Царством“) (глава 32)